# Șipotu (gmina Poroina Mare)
Șipotu – wieś w Rumunii, w okręgu Mehedinți, w gminie Poroina Mare. W 2011 roku liczyła 75 mieszkańców.